# Thymus saturejoides
Thymus saturejoides là một loài thực vật có hoa trong họ Hoa môi. Loài này được Coss. miêu tả khoa học đầu tiên năm 1873.